# Raul Antonio Da Costa Cravid
Pour les articles homonymes, voir Da Costa.
Raul Antonio Da Costa Cravid est un homme politique santoméen, membre du Mouvement pour la libération de Sao Tomé-et-Principe – Parti social-démocrate puis du Mouvement pour les forces de changement démocratique - Parti libéral.

## Biographie
Raul Cravid est député de la VIIe législature (2002-2006), siégeant dans le groupe Mouvement pour la libération de Sao Tomé-et-Principe – Parti social-démocrate, avant d'être nommé secrétaire général du Mouvement pour les forces de changement démocratique.
Il est ministre de la Planification et des Finances en 2008 dans le XIIe gouvernement de Patrice Trovoada puis ministre de l'Intérieur, de l'Administration territoriale et de la Défense civile dans le XIIIe gouvernement de Rafael Branco de 2008 à 2010.